# Janus Daði Smárason
Janus Daði Smárason (* 1. Januar 1995 in Reykjavík, Island) ist ein isländischer Handballspieler. Der 1,84 m große mittlere Rückraumspieler spielt seit 2024 für den ungarischen Verein OTP Bank-Pick Szeged und steht im Aufgebot der isländischen Nationalmannschaft.

## Karriere

### Verein
Janus Daði Smárason begann mit dem Handballspiel in seiner Heimat in Selfoss, absolvierte aber die letzten beiden Jugendjahre im dänischen Aarhus. Im Anschluss daran ging es zurück nach Island, wo er seine ersten drei Jahre im Erwachsenenbereich beim isländischen Topklub Haukar Hafnarfjörður verbrachte. 2015 und 2016 wurde er dort Meister. 2017 wechselte er wieder nach Dänemark zurück und stieg dann bei Aalborg Håndbold ein, wo er 2018 den Pokalsieg und 2019 den Meistertitel feiern konnte. Zur Saison 2020/21 wechselte er gemeinsam mit Tobias Ellebæk zu Frisch Auf Göppingen. Im Sommer 2022 wechselte er zum norwegischen Erstligisten Kolstad IL. Mit Kolstad gewann er 2023 die norwegische Meisterschaft und den norwegischen Pokal. Nachdem dieser im Juli 2023 in Zahlungsschwierigkeiten geraten war, verpflichtete ihn der deutsche Bundesligist SC Magdeburg als Ersatz für den verletzten Spielmacher Gísli Þorgeir Kristjánsson für ein Jahr. Beim IHF Super Globe 2023 gewann er erstmals die Klub-Weltmeisterschaft. Weiterhin gewann er mit dem SCM 2024 den DHB-Pokal und die deutsche Meisterschaft. Im Sommer 2024 wechselte er zum ungarischen Verein OTP Bank-Pick Szeged. Mit Szeged gewann er 2025 den ungarischen Pokal.

### Nationalmannschaft
Für die Isländische Nationalmannschaft bestritt Janus Daði Smárason seit 2016 bisher 92 Länderspiele, in denen er 160 Tore erzielte. Er nahm an den Weltmeisterschaften 2017, 2021 und 2023 sowie den Europameisterschaften 2018 und 2020 teil. Bei der Weltmeisterschaft 2025 warf er 14 Tore in sechs Spielen und belegte mit dem Team den 9. Platz.